# Philautus bunitus
Philautus bunitus és una espècie de granota que es troba a Malàisia.
Està amenaçada d'extinció per la pèrdua del seu hàbitat natural.